# Szamotuły
Szamotuły é um município da Polônia, na voivodia da Grande Polônia e no condado de Szamotuły. Estende-se por uma área de 11,08 km², com 18 799 habitantes, segundo os censos de 2016, com uma densidade de 1696,7 hab/km².